# Vegadeo
Vegadeo (en eonaviego: A Veiga) es un concejo del principado de Asturias, en el norte de España, así como una parroquia y villa capital del mismo concejo homónimo, perteneciente además a la comarca del Eo-Navia. Cuenta con una población empadronada de 3914 habitantes en el censo del 2021.

## Toponimia
El topónimo de Vegadeo viene de la composición "la vega del Eo" que es debido al obispo Martínez Vigil en el s. xix para denominar al arciprestazgo existente en la zona. En 1916 por petición municipal se le cambió el nombre al concejo del existente "Vega de Ribadeo", refiriéndose a la ribera del Río Eo, por "Vegadeo".

## Geografía
El concejo limita al norte y al este con Castropol, al sur con Villanueva de Oscos, Taramundi y San Tirso de Abres, y al oeste con el río Eo, que lo separa de los municipios gallegos de Trabada y Ribadeo, para dar de nuevo con San Tirso.

## Historia
El territorio de Vegadeo ya estuvo poblado desde tiempos prehistóricos, como lo demuestra el dolmen y los dos túmulos hallados en la Bobia. Varios son los pueblos que merodearon y se establecieron por la zona, como son los Egobarros, los Cibarcos y los Albiones, pueblo al que pertenece la estela funeraria dedicada al príncipe y encontrada en 1932, conservada actualmente en el museo arqueológico provincial.
De la cultura castreña tenemos constancia de la existencia en el concejo de al menos ocho castros en Penzol, Meredo, Molexón, Montouto, Castromourán, Viladeaelle y dos más en Abres no excavados, perteneciendo la construcción de dichos asentamientos a tiempos prerrománicos. La época colonizadora romana también deja su influencia en el municipio como lo acreditan diversas prospecciones auríferas y el hallazgo de varias diademas de oro. Durante esta etapa pertenecía todo el territorio al convento jurídico de Lugo, cuyas posesiones llegaban hasta la ría de Navia.
En la época de la reconquista, Vegadeo se encuadra dentro de los límites de la región asturiana como concejo de realengo, realizándose en ese período varias donaciones a la iglesia Ovetense efectuadas por la Corona asturiana y por gente particular, siendo una de las más destacadas la que donaba el monasterio de San Esteban de Piantón, que era en aquellos momentos el lugar más poblado y el centro de la comarca. En el año 1154, durante la celebración de las cortes en Salamanca, el rey Alfonso VII de León cede al obispado de Lugo tierras gallegas sobre las que tenía jurisdicción Oviedo, lo que origina conflictos entre los prelados, acabándose dicho enfrentamiento con la concesión a la mitra Ovetense de los terrenos comprendidos entre el río Eo y la ría de Navia, a lo que se le dio el nombre de "Honor del Suarón". Se funda entonces en el año 1280 la puebla de Reboledo, aunque ésta no acata nunca de muy buen grado las órdenes eclesiásticas, lo que origina que en 1298 el obispo Fernando Alonso cree la Puebla y el gran concejo de Castropol como capital de la tierra de Ribadeo concediendo a sus habitantes un fuero parecido al de Benavente.
Pertenece de este modo el concejo de Vegadeo y en consecuencia todo el de Castropol, a la mitra Ovetense hasta tiempos de Felipe II, en la que se produce la famosa desamortización, mediante la cual se enajenaron bienes eclesiásticos a favor de la corona, con el fin de pagar los gastos originados en contiendas exteriores, situación ésta que provocó el consiguiente enfado de los Obispos, que no logran parar de ninguna manera dicha situación, ejecutándose aquí la venta en el año 1579. A partir de este momento todo el gran concejo de Castropol vive un periodo de gran prosperidad y bonanza, siendo el siglo XVIII, el máximo exponente de esta situación, donde gracias al buen emplazamiento del puerto, se estimula la industria y el comercio.
El siglo XIX sería uno de los más importantes dentro de la vida de Vegadeo por varios acontecimientos. El primero de ellos sería la guerra de la Independencia contra Francia, organizándose varias partidas para luchar contra la invasión, convirtiéndose la Vega de Ribadeo en una improvisada fábrica de armas donde se reunían personas que trabajaban en las fábricas de Oviedo, Trubia e incluso Toledo. El otro acontecimiento del siglo, y quizás uno de los más importantes de la historia, sería la constitución en Ayuntamiento Propio de toda la comarca de la Vega de Ribadeo, independizándose de Castropol, en el año 1836, estableciéndose la capital en Piantón hasta el año 1851 en que ésta es trasladada hacia la localidad de Vegadeo, actual emplazamiento.
La parroquia de Piantón, desde el punto de vista eclesiástico, absorbía la actual parroquia de Vegadeo, hasta casi principios del siglo XX, teniéndose constancia, entre otros múltiples datos, que las abuelas paternas de la Expresidenta argentina Cristina Fernández de Kirchner y el “zar” de la economía cubana Carlos Rafael Rodríguez eran originarias de dicha parroquia de Piantón, en cuyos registros se comprendía la actual de Vegadeo. También la exvicepresidenta del gobierno María Teresa Fernández de la Vega tiene orígenes en el municipio.
Los últimos tiempos nos dejan un despoblamiento progresivo del municipio, aunque esperamos que gracias a las características geográficas, demográficas y sociales del concejo la situación cambie próximamente de rumbo.

## Demografía
Vegadeo cuenta con una población de 3930 habitantes (INE 2024).
| Gráfica de evolución demográfica de Vegadeo entre 1842 y 2021                                                       |
| |
| Población de derecho según los censos de población del INE Población de hecho según los censos de población del INE |

Desde que en la segunda mitad del siglo XIX, el concejo alcanzase su cota máxima de población con 7487 personas, varias son las etapas que ha seguido la evolución aquí. Una primera abarcaría lo que sucede desde esa fecha hasta la primera década del XX, en la que la cifra desciende hasta 6685 debido sobre todo a los movimientos migratorios hacia tierras ultramarinas, situación que marcó una época en la región. Otra etapa iría desde 1910 hasta 1930, donde gracias al florecimiento de incipientes industrias en la villa capital, la población aumenta en cerca de mil habitantes, cifra que se perdería casi en su totalidad en la década posterior a causa de la guerra civil. Otra de las etapas es la que va desde que acaba la contienda hasta la década de los sesenta, en la que se ve una estabilización de la población en torno a 6000 habitantes, para llegar ya a la última etapa en la que se produce un lento pero continuo retroceso que abarca hasta nuestros días, presentando en la actualidad una cifra de 4045 personas. Aún con este descenso, las estructuras demográficas del concejo no se encuentran muy desequilibradas, mostrándonos un índice de envejecimiento de 121 y una relación de sexos de 92 hombres por cada 100 mujeres. Sin embargo tenemos que decir, del mismo modo, que este equilibrio viene producido en una gran proporción por la influencia que ejerce la capital sobre todo el municipio.
Actualmente el concejo se encuentra dividido en seis parroquias, concentrándose más de la mitad de la población en la capital y sus alrededores, siendo lugar de destino de muchas personas naturales de otras localidades de Vegadeo.
En cuanto a la actividad económica del concejo, diremos que se encuentra bastante repartido el número de empleos entre los tres sectores, siendo el terciario el que mayor número genera. El sector primario representa a un 35,71 % de la población activa, siendo la ganadería la actividad que mayor cantidad de gente emplea. La mayoría de las explotaciones trabaja con el ganado vacuno, con una orientación productiva claramente dirigida al sector lácteo.
El sector secundario y el de la construcción, representan a un 16,06 % de las personas ocupadas, perteneciendo a la rama de la construcción el mayor número de los empleos, siguiendo la misma tónica que en el resto del Principado. También tienen una representación importante las industrias madereras y las transformadoras de los metales, aunque éstas muestren un claro retroceso hoy en día.
Por último el sector terciario es el que mayor número de empleos genera, con un total del 48,23 %, cifra que se prevé que siga creciendo en los próximos años. El comercio y la hostelería representan la mayor proporción dentro de las distintas ramas e actividad, dándose esta actividad prácticamente en su totalidad en la villa capital, que se lleva el 90 % del total.

## Administración y política

### Gobierno municipal
En el concejo de Vegadeo, desde 1979, el partido que más tiempo ha gobernado ha sido el PSOE. El actual alcalde es César Álvarez Fernández, del PSOE, gobernando desde 2015 con mayoría absoluta.
| Periodo   | Nombre                              | Partido | Partido                                    |
| --------- | ----------------------------------- | ------- | ------------------------------------------ |
| 1979-1983 | José Ramón Álvarez de Linera y Uría |         | Independiente                              |
| 1983-2003 | Servanda García Fernández           |         | Federación Socialista Asturiana (FSA-PSOE) |
| 2003-2004 | Jesús Soto López                    |         | Partido Popular (PP)                       |
| 2004-2011 | Juan de la Cruz Antolín Rato        |         | Federación Socialista Asturiana (FSA-PSOE) |
| 2011-2015 | María Begoña Calleja Quijada        |         | Partido Popular (PP)                       |
| 2015-act. | César Álvarez Fernández             |         | Federación Socialista Asturiana (FSA-PSOE) |

| Partido político    | Partido político                                                                | 1979   | 1983   | 1987   | 1991   | 1995   | 1999   | 2003   | 2007   | 2011   | 2015   | 2019   | 2023   |
| Partido político    | Partido político                                                                | Ediles | Ediles | Ediles | Ediles | Ediles | Ediles | Ediles | Ediles | Ediles | Ediles | Ediles | Ediles |
|                     | Federación Socialista Asturiana (FSA-PSOE)                                      | 2      | 5      | 8      | 9      | 7      | 7      | 5      | 6      | 5      | 6      | 7      | 5      |
|                     | Alianza Popular (AP)-Partido Popular (PP)                                       | —      | 5      | 3      | 3      | 5      | 3      | 5      | 5      | 5      | 5      | 1      | 4      |
|                     | Foro Asturias (FAC)                                                             | —      | —      | —      | —      | —      | —      | —      | —      | 1      | —      | 3      | 1      |
|                     | Partido Comunista de España (PCE)-Izquierda Unida (IU)-Bloque por Asturies (BA) | —      | —      | —      | 1      | 1      | —      | —      | —      | —      | —      | —      | 1      |
|                     | Unión de Centro Democrático (UCD)-Centro Democrático y Social (CDS)             | 4      | 1      | 2      | —      | —      | —      | —      | —      | —      | —      | —      | —      |
|                     | Vegadeo Alternativa Independiente (VAI)                                         | —      | —      | —      | —      | —      | 1      | 1      | —      | —      | —      | —      | —      |
|                     | Independientes                                                                  | 7      | 2      | —      | —      | —      | —      | —      | —      | —      | —      | —      | —      |
| Total de concejales | Total de concejales                                                             | 13     | 13     | 13     | 13     | 13     | 11     | 11     | 11     | 11     | 11     | 11     | 11     |

Alcaldes anteriores a 1979
- Braulio Pereira Rodríguez, Dictadura Franquista, 1962-1968
- José Ariño Caralps, Dictadura Franquista, 1968-1971
- Santiago Veiguela Lastra, Dictadura Franquista, 1971-1979

### Organización territorial
La villa de Vegadeo, capital del concejo, no alcanzó importancia económica y demográfica hasta finales del siglo XVIII o comienzos del XIX, siendo hasta entonces, con el ya mencionado nombre de Vega de Ribadeo, un mero lugar de la parroquia de Piantón.
La villa se sitúa a orillas del río Suarón e inmediata a la desembocadura de este en la ría del Eo. De hecho gran parte del desarrollo urbano de Vegadeo se ha realizado sobre terrenos ganados a la marisma marítimo-fluvial, lo cual ha tenido, e inevitablemente seguirá teniendo, por consecuencia frecuentes inundaciones cuando coinciden el desagüe de lluvias torrenciales en las cuencas de los ríos Suarón y Eo con las pleamares oceánicas. Algunas de esas inundaciones han sido especialmente catastróficas, como la ocurrida en septiembre de 1969.
Esta localización motivó que la ría haya constituido una vía por la que navegaron lanchas de cabotaje y pequeños barcos que transportaron productos de la industria vegadense a lo largo de varios siglos, hasta bien entrado el XX; para lo cual existieron, y aún existen aunque prácticamente sin actividad, varios muelles en la villa o en sus inmediaciones.
El 21 de abril de 1834 por medio de Real Decreto se establecieron definitivamente los Juzgados de Primera Instancia con jueces y promotores fiscales letrados. En esta ocasión se dividió Asturias en quince partidos: Oviedo, Gijón, Avilés, Grandas de Salime, Luarca, Pola de Laviana, Pravia, Villaviciosa, Belmonte, Cangas de Onís, Cangas de Tineo, Infiesto, Llanes, Pola de Lena y Vega de Ribadeo en Piantón. Actualmente la cabeza de partido judicial le corresponde a Castropol.
La fiesta local se celebra el día 15 de agosto. Cabe destacar también la feria de muestras que se realiza en junio, la segunda más importante de Asturias tras la de Gijón, y la importancia de los mercados semanales de los sábados, que atraen desde hace casi dos siglos una gran concurrencia de la zona astur-galaica.

#### Parroquias

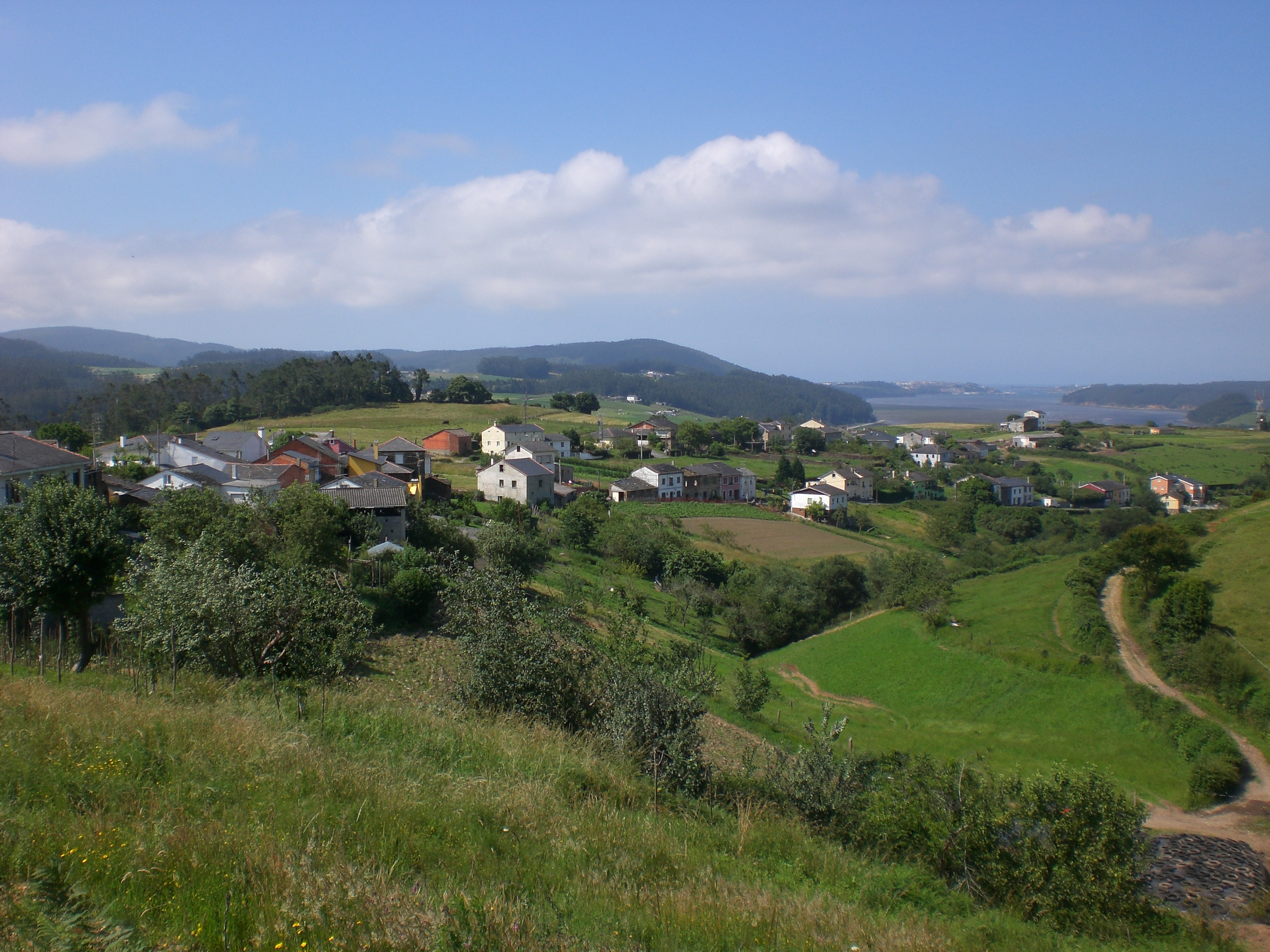
Miou

Según el nomenclátor de 2008, el concejo de Vegadeo está formado por las siguientes parroquias:
- Abres
- Guiar
- Meredo
- Paramios
- Piantón
- Vegadeo

#### Núcleos
A Penela, Abres, As Paleiras, Barranca de Paramios, Beldedo, Besedo, Castromourán, Cereigido, Chao de Porzún, Coba, Cobre, Coruja, Espina, Estelo, Ferreirameón, Folgueiral, Folgueiras, Fuente de Louteiro, Grandamiá, Graña de Guiar, Guiar, La Caxigosa, Las Cruces, Louteiro, Meredo, Miou, Molejón, Monticelo, Montouto, Nafarea, Paramios, Paraxe, Penzol, Piantón, Porzún, Refojos, Restrepo, Sela de Murias, Seladaloura, Travizas, Tremeado, Vega de Villar, Vijande, Viladaelle, Villameitide, Vinjoy, Xaraz.

## Cultura

### Arte

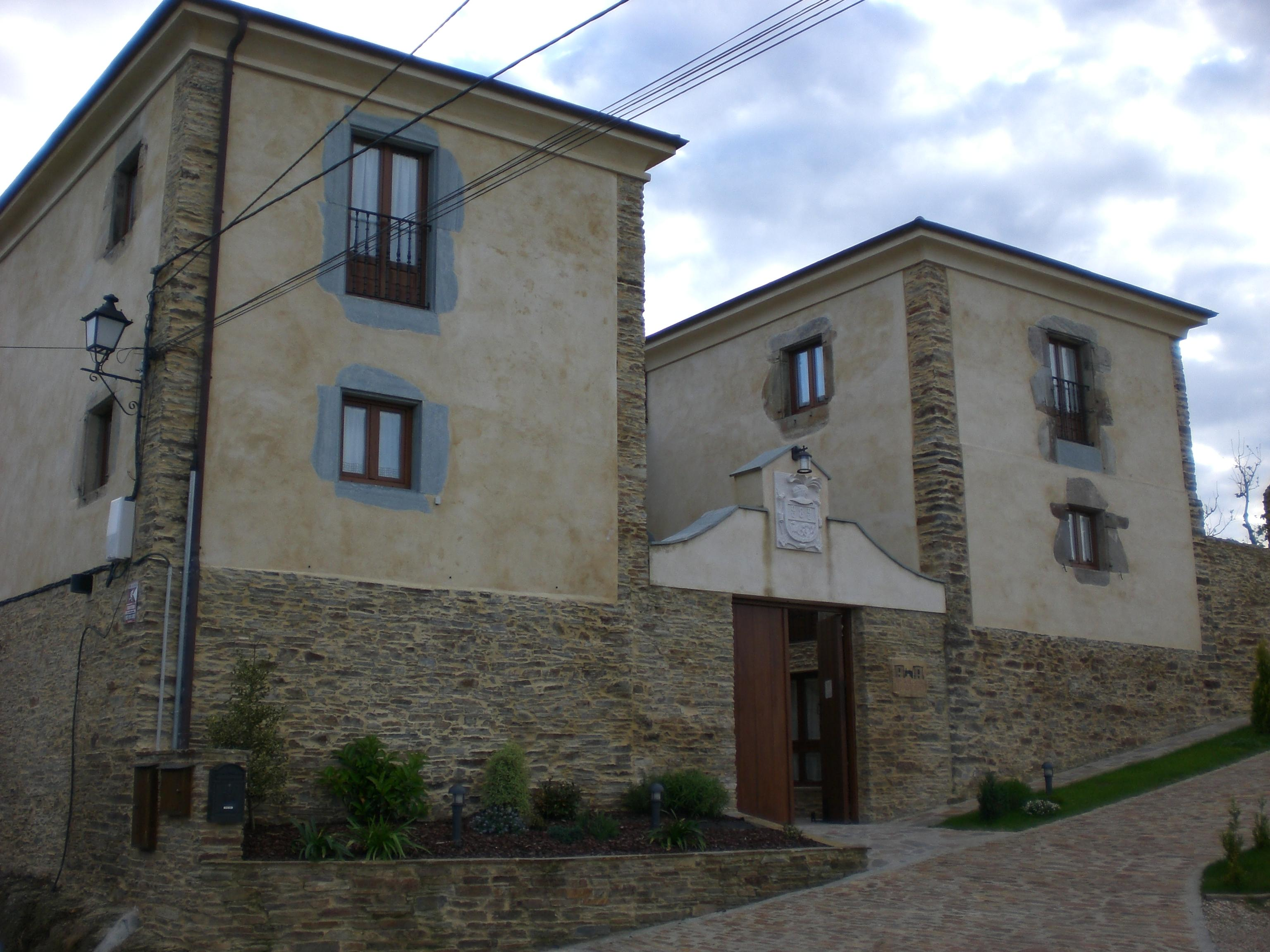
Casona de Trabaledo

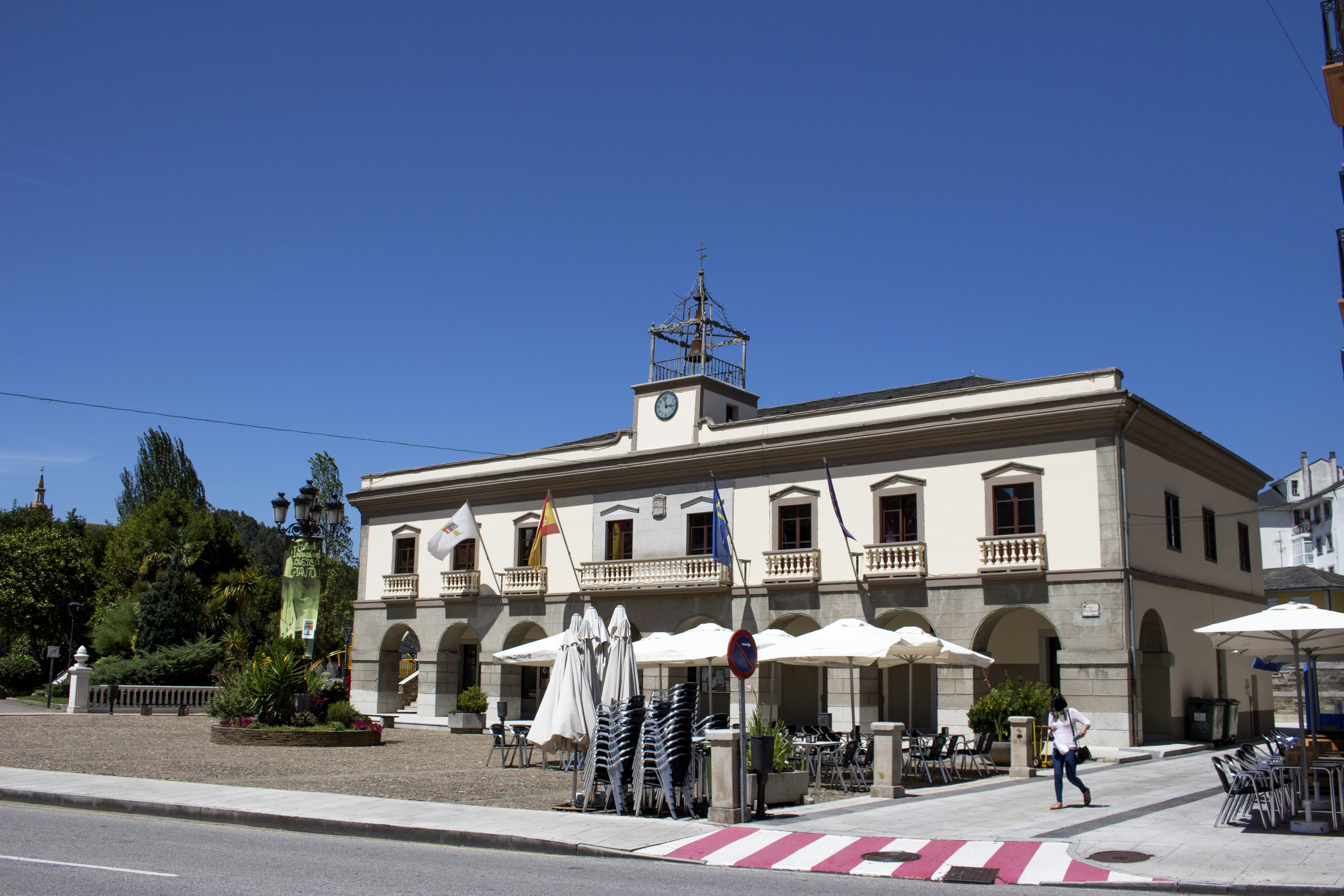
Casa consistorial

La muestra más antigua hallada en el concejo y que presenta un gran valor artístico, se corresponde con la estela funeraria encontrada en La Corredoira en 1932, que estaba dedicada a Nicer Clutosi, un Príncipe Albión. Los albiones eran una tribu galaica que habitaban la zona. Hoy en día se conserva en el Museo Arqueológico de Oviedo.
Dentro de su arquitectura religiosa Vegadeo nos ofrece varias construcciones como la iglesia parroquial de Vegadeo de estilo historicista y edificada a finales del siglo XIX. Está estructurada en tres naves cubiertas con bóveda de arista. La fachada presenta un frontón triangular truncado por una torre-campanario con cúpula y linterna de azulejos rojos. Los huecos aparecen decorados con frontones triangulares y curvos.
También tenemos la iglesia parroquial de Meredo, construida en el año 1903 y que presenta planta de Cruz Latina. En Pianton encontramos la iglesia de San Esteban, originaria del siglo XII, aunque muy reformada durante los siglos XVI, XVII y XVIII (dicha iglesia pertenecía a la orden de San Juan de Jerusalén- orden de Malta). Teniendo en su interior diversos escudos heráldicos que lo relacionan con la emigración Mexicana.
En la localidad de Paramios observamos la iglesia Parroquial, con una estructura primitiva del siglo XII, aunque su construcción actual data de los siglos XVI al XVIII. Por último nombraremos del mismo modo, la iglesia parroquial de Abres reconstruida en 1774, y que presenta atrio con arcos, espadaña barroca y reloj de sol, guardando en su interior retablos con buena imaginería popular.
Su arquitectura civil y popular se presenta bastante abundante en Vegadeo. Así en la capital podemos contemplar el ayuntamiento, de la segunda mitad del siglo XIX. El piso de abajo presenta un pórtico con arquerías de medio punto. La rematan una balaustrada ciega y un reloj-campanario. En la plaza consistorial encontramos una hermosa fuente de 1881, construida en hierro fundido, en cuya cima se alza una escultura alegórica del verano. Todavía en la villa tenemos la casa Villamil, situada en el Paseo de la Alameda. Presenta una bella fachada con presencia de balcones que guardan simetría y también de balaustres. Actualmente ocupa sus dependencias la casa de Cultura.
Otra obra importante es la antigua Fábrica de Cueros de Vegadeo, originaria de 1823, y situada en la orilla del río Suarón. Es un importante conjunto de edificios compuesto por una vivienda de dos pisos, a la que se accede por medio de una escalera situada bajo el pórtico y galería. La nave de la fábrica está estructurada en tres plantas con torre octogonal y otras instalaciones complementarias anexas que todavía guardan maquinaria, hogares y hornos de la época en la que estaba en funcionamiento.
En la plaza del Medal vemos la estatua de Venus Algálica y el quiosco de la música, construido en 1903 gracias a los ingresos procedentes de la población indiana. Fuera de la capital tenemos en Ferreira la casona de Parga, con blasón y capilla. En Piantón vemos el puente de piedra, que sustituyó al antiguo de construcción romana, y la casona de Rego. También Abres presenta obras importantes como el castillo de El Pividal, amurallado, con torre almenado y fachada barroca. Asimismo tenemos la casona medieval de La Rua con escalera y patín con balaustrada de piedra labrada. En fin, en multitud de lugares del concejo, nos podemos encontrar con casonas, palacios, y edificaciones de gran interés.

### Camino de Santiago
Con la entrada en servicio (1987) del Puente de los Santos, los peregrinos que, antaño y en su mayoría, se dirigían al Puente de Fornacho (Santiago de Abres) para evitar cruzar la ría del Eo en barca, comenzaron a hacerlo por el nuevo paso, dirigiéndose a Ribadeo, y desde aquí a Lourenzá y Mondoñedo.
Vegadeo fue quedando en el olvido y sólo algunos contados peregrinos seguían la antigua ruta, dirigiéndose a Trabada (Lugo) y Lorenzana. Hace unos años, la Asociación Asturgalaica de Amigos del Camino comenzó a reivindicar la construcción de un albergue en Santiago de Abres, paso fundamental para recuperar la histórica vía de peregrinación.
Diversos intereses impidieron tal opción, pero en 2017 se instaló provisionalmente un albergue en el Polideportivo de Vegadeo (mientras se comenzaba a habilitar el definitivo), a la vez que -unos km más allá de Trabada, (en A Trapa)- comenzaba a ofrecer sus servicios otro albergue. Esto, unido a las labores de mejora (desbroce y señalización) emprendidas por el Gobierno del Principado de Asturias, y al empeño del Ayuntamiento de Trabada (que había mantenido la acogida en sus instalaciones deportivas), han traído como consecuencia que la ruta histórica esté recuperando peregrinos.
Además, para el Gobierno del Principado, este ha sido siempre el Camino Oficial, motivo por el que era la única ruta del Camino del Norte, en su límite con Galicia, señalizado con vieiras sobre mojones.

### Fiestas
Entre sus principales fiestas, están:
Nuestra Señora de la Asunción y San Roque en Vegadeo en el mes de agosto. Luego están las de Santa Marina en Meredo, las de Santiago y Santa Ana en Abres en el mes de julio y también tenemos las de San Román del Monte en Piantón
Las fiestas en el concejo de Vegadeo son múltiples y variadas, manifestándonos un gran valor cultural. Aparte de todas estas celebraciones festivas, cuenta el concejo con una importante feria de muestras, celebrada en la capital la segunda semana de junio y donde se exponen distintos elementos y materiales agroindustriales y artesanos. También de gran valor, aunque en este caso religioso, es la celebración de la Semana Santa de Piantón donde se muestran unas importantes raíces históricas.

### Lengua
Es uno de los municipios en los que se habla eonaviego (o gallego-asturiano). El ayuntamiento, mediante ordenanza municipal de enero del 2016, ha declarado la lengua eonaviega como propia del concejo, garantizando el derecho a usarla y expresarse en dicha lengua por los ciudadanos.